# Йовович, Никола
Никола Йовович (серб. Никола Јововић; 13 февраля 1992, Нови-Сад) — сербский волейболист, связующий клуба «Нова» и сборной Сербии. Чемпион Европы и Мировой лиги.

## Карьера
Профессиональную карьеру начал в клубе «Воеводина» из родного города (2007-2011). За четыре сезона в составе команды стал обладателем комплекта наград чемпионата Сербии включая золотые в 2008 году, обладателем Кубка Сербии (2010).
В 2011 году перешел в немецкий чемпионат, где в течение трех сезонов выступал за «Фридрихсхафен». Завоевал Кубок Германии и серебро чемпионата.
Следующие три сезона провел в итальянском «Милане», затем испытал на себе турецкий чемпионат в составе клубов «Аркасспор» и «Зираат Банкаши». Сезон 2019/20 Никола играл в уфимском «Урале», а в «Динамо-ЛО» перешел из французской «Тулузы».
С 2006 года – в системе сборной Сербии (ранее – Сербии и Черногории). В 2009 году стал обладателем золотых наград юношеского чемпионата мира.
С 2013 года – связующий сборной Сербии. Бронзовый призер чемпионата Европы (2017), победитель Мировой лиги (2016). Действующий чемпион Европы (2019).